# Acharya Kripalani
Acharya Kripalani, indisk politiker, och en av Mahatma Gandhis närmaste medarbetare inom den indiska frihetsrörelsen.